# كونتشا إسبينا (محطة مترو أنفاق مدريد)
كونتشا إسبينا (بالإسبانية: Concha Espina)‏ هي محطة مترو أنفاق في مدريد في إسبانيا، تقع على الخط رقم 9.